# Белизе на Летњим олимпијским играма 2000.
Белизе се на свом шестом учешћу на Летњим олимпијским играма представио у Сиднеју 2000. са двоје спортиста који су се такмичили у атлетици
Заставу Белизеа на свечаном отварању је носила атлетичарка Ема Вејд.
На овим играма Белизе није освојио ниједну медаљу, па је остао у групи земаља које нису освојиле ниједну олимпијску медаљу.

## Резултати по дисциплинама

### Атлетика

#### Мушкарци
| Атлетичарка | Дисциплина | Група    | Група     | Четвртфинале     | Четвртфинале     | Полуфинале       | Полуфинале       | Финале           | Финале | Детаљи |
| Атлетичарка | Дисциплина | Резултат | Место     | Резултат         | Место            | Резултат         | Место            | Резултат         | Место  | Детаљи |
| ----------- | ---------- | -------- | --------- | ---------------- | ---------------- | ---------------- | ---------------- | ---------------- | ------ | ------ |
| Џејсон Џонс | 200 м      | 22,20    | 7 у гр. 1 | Није се пласирао | Није се пласирао | Није се пласирао | Није се пласирао | Није се пласирао | 63/68  |        |

#### Жене
| Атлетичарка | Дисциплина | Група    | Група        | Четвртфинале      | Четвртфинале      | Полуфинале        | Полуфинале        | Финале            | Финале  | Детаљи |
| Атлетичарка | Дисциплина | Резултат | Место        | Резултат          | Место             | Резултат          | Место             | Резултат          | Место   | Детаљи |
| ----------- | ---------- | -------- | ------------ | ----------------- | ----------------- | ----------------- | ----------------- | ----------------- | ------- | ------ |
| Ема Вејд    | 100 м      | 12,25    | 7 у гр. 3 ЛР | Није се пласирала | Није се пласирала | Није се пласирала | Није се пласирала | Није се пласирала | 64 / 84 |        |